# Gardefort
Gardefort är en kommun i departementet Cher i regionen Centre-Val de Loire i de centrala delarna av Frankrike. Kommunen ligger  i kantonen Sancerre som tillhör arrondissementet Bourges. År 2022 hade Gardefort 126 invånare.

## Befolkningsutveckling
Antalet invånare i kommunen Gardefort
Referens:INSEE